# Bolonguera
Bolonguera é uma comuna angolana. Pertence ao município de Chongoroi, na província de Benguela.